# Bellevue (Texas)
Bellevue è un centro abitato degli Stati Uniti d'America, situato nella contea di Clay dello Stato del Texas. Fa parte dell'area metropolitana di Wichita Falls.

## Geografia fisica
Bellevue è situata a 33°38′07″N 98°00′56″W (33.635221, -98.015609).
Secondo lo United States Census Bureau, ha un'area totale di 0,9 miglia quadrate (2,3 km²).
Bellevue si trova sulla U.S. Route 287 a nord ovest di Fort Worth.

## Società

### Evoluzione demografica
Secondo il censimento del 2000, c'erano 386 persone, 142 nuclei familiari, e 105 famiglie residenti nella città. La densità di popolazione era di 456,1 persone per miglio quadrato (175,3/km²). C'erano 154 unità abitative a una densità media di 182,0 per miglio quadrato (70,0/km²). La composizione etnica della città era formata dal 93,78% di bianchi, il 2,07% di nativi americani, il 2,07% di altre razze, e il 2,07% di due o più etnie. Ispanici o latinos di qualunque razza erano il 2,59% della popolazione.
C'erano 142 nuclei familiari di cui il 31,7% avevano figli di età inferiore ai 18 anni, il 57,7% erano coppie sposate conviventi, l'8,5% aveva un capofamiglia femmina senza marito, e il 25,4% erano non-famiglie. Il 21,1% di tutti i nuclei familiari erano individuali e l'11,3% aveva componenti con un'età di 65 anni o più che vivevano da soli. Il numero di componenti medio di un nucleo familiare era di 2,72 e quello di una famiglia era di 3,15.
La popolazione era composta dal 27,5% di persone sotto i 18 anni, il 9,6% di persone dai 18 ai 24 anni, il 25,1% di persone dai 25 ai 44 anni, il 26,4% di persone dai 45 ai 64 anni, e l'11,4% di persone di 65 anni o più. L'età media era di 36 anni. Per ogni 100 femmine c'erano 101,0 maschi. Per ogni 100 femmine dai 18 anni in giù, c'erano 98,6 maschi.
Il reddito medio di un nucleo familiare era di 31.250 dollari, e quello di una famiglia era di 38.125 dollari. I maschi avevano un reddito medio pro capite di 33.125 dollari contro i 21.250 dollari delle femmine. Il reddito medio pro capite era di 13.934 dollari. Circa il 14,0% delle famiglie e il 18,7% della popolazione erano sotto la soglia di povertà, incluso il 25,9% di persone sotto i 18 anni e il 27,3% di persone di 65 anni o più.